# Sefkerin
Sefkerin (serbisch-kyrillisch Сефкерин, ungarisch Szekéreny) ist ein Dorf mit 2522 Einwohnern an der Temesch in der Opština Opovo im Okrug Južni Banat der Vojvodina, Serbien.

## Lage
Sefkerin liegt sieben Kilometer südöstlich von Opovo und 24 km nordwestlich von der Stadt Pančevo.

## Geschichte

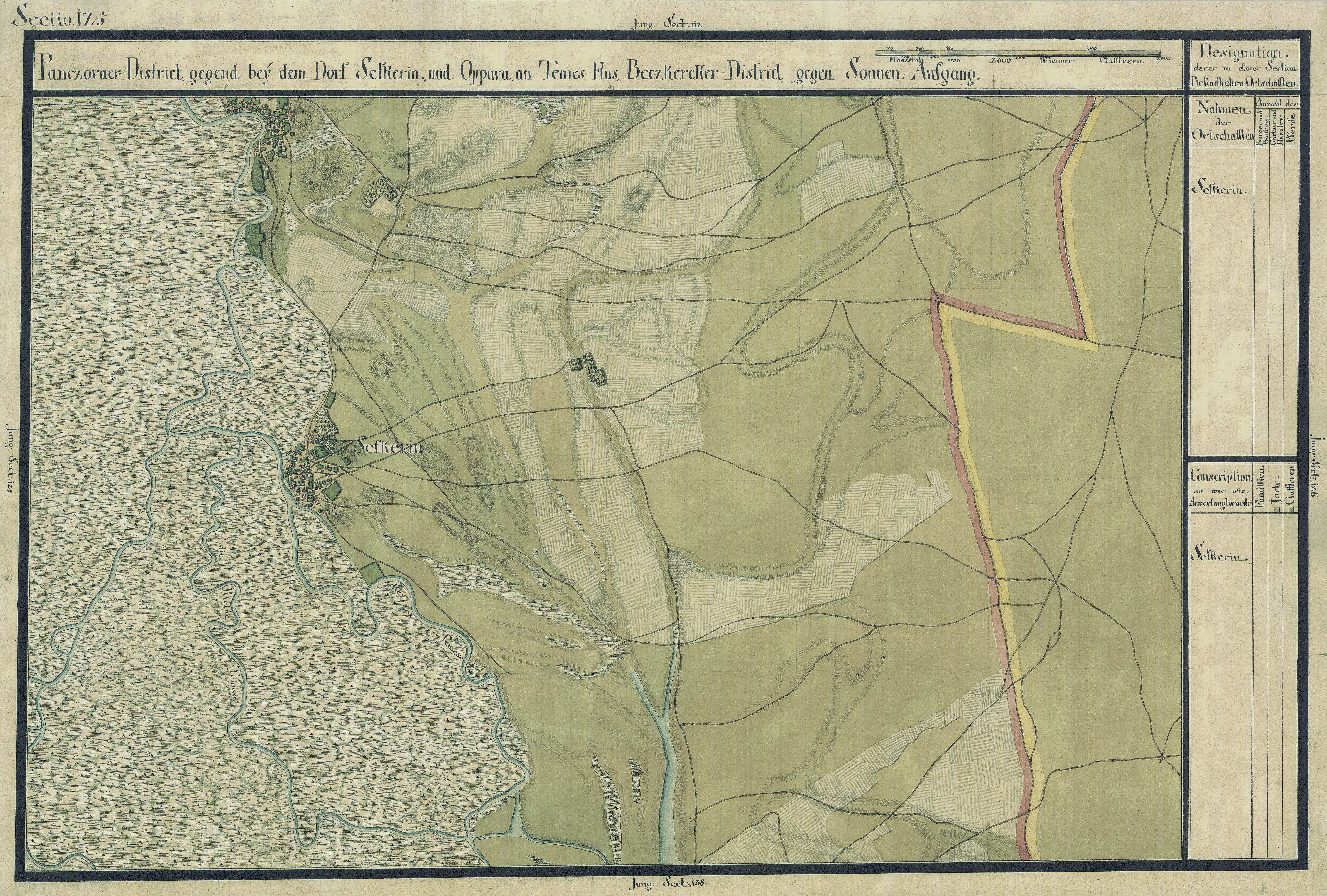
Österreichisches Staatsarchiv: Karte der Josephinischen Landesaufnahme (1769–1772)

Es ist urkundlich nicht belegt, wann Sefkerin tatsächlich gegründet wurde. Der Ortsname bezieht sich auf Wagen (ungarischer Singular Szekér, Suffix -eny) und deutet wahrscheinlich auf eine historische Streusiedlung mit Stellmacherei hin. Von 1552 bis 1718 gehörte das Gemeindegebiet zum Sancak Pançova im Eyâlet Tımışvâr des Osmanischen Reiches.
Mit dem Frieden von Passarowitz kam das Banat unter die Herrschaft der Habsburger. Es wurde als kaiserliches Kameralgut den Wiener Zentralbehörden (Hofkriegsrat und Hofkammer) unterstellt und von einer kameralen Landesadministration in Temesvár verwaltet. 1764 begann unter Maria Theresia im südwestlichen Banat der administrative Aufbau und die organisierte Kolonisation eines Grenzregiments und seines Regimentsbezirks zum weiteren Ausbau der Militärgrenze. Auf Weisung des Hofkriegsrates vom Mai 1764 wurden für ein Ansiedlungs-Corps zuerst Veteranen aus den Aerarial-Invalidenhäusern von Wien, Prag, Pest und Pettau ausgewählt. Eine militärische Ansiedlungskommission konskribierte die für die Ansiedlung vorgesehenen Orte. Laut Kommissionsbericht vom Dezember 1764 gab es 112 Personen der raizischen Volksgruppe und 79 vollständig, teilweise oder nicht bewohnbare Häuser im Gebiet Sefkerin-Glogonj, das als Raitzisch-Sefkerin bezeichnet wurde. Die slawischen Einwohner konnten sich bei dieser Konskription für den Militärdienst oder für eine finanziell entschädigte Umsiedlung mit zugebilligter dreijähriger Abgabenfreiheit entscheiden. 100 Personen entschieden sich für die Umsiedlung nach Jarkovac, Ilandža, Dobrica und Banatsko Novo Selo. Im April 1765 berichtete die Kommission dem Hofkriegsrat, dass die Ansiedlung einer Kompanie mit 200 Veteranen in Sefkerin abgeschlossen war. Etwa die Hälfte der Soldaten war verheiratet und hatte Kinder. In den ersten Jahren lebten in einem Haus zwei bis drei Familien als eine sogenannte Hauskommunion zusammen. Im November 1774 reichte die Militärkommission einen Grundrissentwurf für den Neuaufbau mit mehreren konzipierten rechtwinkeligen Häuserblöcken und zentralen Hauptplätzen der neuen Reihendörfer Raitzisch-Sefkerin und Deutsch-Sefkerin (Glogonj!) ein. Nach Bewilligung des Plans und der veranschlagten Baukosten wurden im Jahre 1775 in Sefkerin ein Hauptmannsquartier, ein Lieutnantsquartier, ein Arrendatorquartier, Gemeine Ansiedlerhäuser, ein Schulhaus, ein Wirtshaus, ein Pfarrhaus und eine Kirche aus Holz erbaut. Die deutsche Kompanie wurde zum größten Teil nach Glogonj verlegt. Weitere Ansiedler aus verschiedenen ungarischen Komitaten und Regimentsbezirken der Militärgrenze wurden in Sefkerin angesiedelt, der zum Garnisonsort der Kompanie Glogonj des Deutsch-Banater Grenzinfanterieregiments Nr. 71 wurde. In den Jahren 1811 bis 1813 wurde die neue orthodoxe Kirche Hl. Erzengel Gabriel im klassizistischen Stil erbaut. Von 1775 bis 1913 zelebrierten die orthodoxen Gläubigen aus Glogonj ihre Religion in der Sefkeriner Kirche.
Nach Auflösung der Militärgrenze (1872) gehörte Sefkerin zum Verwaltungsbezirk Pancsova (Pancsovai járás, Stuhlbezirk Pantschowa) des Komitats Torontál. Aufgrund des ungarischen Reichstagsgesetzes von 1898 über die Gemeinde- und Ortsnamen durfte nurmehr die Variante Szekerény bis 1918 offiziell verwendet werden. Im Jahre 1902 wurde eine Katastralvermessung durchgeführt und Katasterpläne der Gemeinde angefertigt. Im November 1918 besetzte die serbische Armee bereits fünf Tage nach dem österreichisch-ungarischen Waffenstillstand die Region.
Am 4. Oktober 1944 erreichten Soldaten der Roten Armee während der Belgrader Operation die Region. Vierzehn Tage später folgten die jugoslawischen Partisanen im Zuge der Operacija inteligencija und übernahmen die Kontrolle des Ortes.

### Historische Bevölkerungsentwicklung
| Jahr | Gesamt | Serben | Deutsche | Ungarn | Walachen (Rumänen) | Slowaken | Sonstige |
| ---- | ------ | ------ | -------- | ------ | ------------------ | -------- | -------- |
| 1880 | 2507   | 2114   | 44       | 5      | 234                | 1        | 155      |
| 1910 | 2997   | 2875   | 55       | 9      | 6                  | 4        | 46       |
| 2002 | 2627   | 2279   |          | 15     | 170                | 6        | 157 ∗    |

∗  In der Rubrik Sonstige sind für 2002 36 Jugoslawen, 36 Mazedonier, 24 Roma, 5 Kroaten, 3 Russen, 2 Muslime, 1 Bulgare, 1 Ruthene, 1 Ukrainer und 48 Personen ohne ethnische Angabe zusammengefasst.